# Олаф Стейпълдън
Олаф Стейпълдън (на английски: William Olaf Stapledon), роден на 10 май 1886 г. в Мърсисайд, Англия, починал на 6 септември 1950 г., е английски философ и автор на научна фантастика.

## Биография
Родителите на Олаф, Уилям Стейпълдън и майка му Емили Милър Стейпърдън по времето на раждането му живеят в Порт Саид в Египет. Само за неговото раждане майка му пътува до Англия и след това Олаф прекарва първите си 6 години в Египет в Порт Саид.

### Фантазия
- Last and First Men: A Story of the Near and Far Future (1930)
- Last Men in London (1932)
- Odd John: A Story Between Jest and Earnest (1935)
- Star Maker (1937)
- Darkness and the Light (1942)
- Old Man in New World (short story, 1944)
- Sirius: A Fantasy of Love and Discord (1944)
Сириус, изд.: „Екслибрис“ (1994), прев. Незабравка Михайлова
- Death into Life (1946)
- The Flames: A Fantasy (1947)
- A Man Divided (1950)
- Four Encounters (1976)
- Nebula Maker (drafts of Star Maker, 1976)

### Екранизации
- 2017 Last and First Men
- 2019 A Modern Magician